# Есіґіе
Есіґіе (д/н — 1547/1550) — 5-й великий оба (володар) Бенінського царства у 1514/1520—1547/1550 роках.

## Життєпис
Син великого оби Озолуа. Наприкінці правління батька вступив у протистояння з братом Аруаланом за право йменуватися спадкоємцем. Після запеклої боротьби за підтримки матері Ідії здобув перемогу.
Посів трон після смерті батька між 1514 і 1520 роками. Втім ймовірніша перша дата, оскільки у 1515 року Есіґіе зазнав нападу держави Ігала. Лише 1516 року вдалося відбити напад. За умовами мирної угоди кожна з держав визнала обопільну незалежність.
На дяку за допомогу Ідії впровадив титул ій-оби (королеви-матері), який передав Ідіі. На відміну від своїх попередників зосредився на розбудові держави, активно розвивав торгівлі, насамперед з португальцями. На його період доводиться надзвичайний розвиток мистецтва та архітектури Бенінського царства.
Скасував практику здійснення оба численних та величних обрядів в місті Угбекун. Натомість охенсо (жрець) був призначений жерцем при вівтарях огісо (обожнених правителів Першої династії Беніну). З тих пір кожен великий оба протягом здійснення численних коронаційних обрядів посилає до охенсо своїх мечоносців (ємада) зі спеціальним церемоніальним мечем (ікху) і подарунками предкам на вівтарях святилища аро-ісо.
Активно взаємодіяв з португальцями, запросивши католицьких місіонерів. Сам вивчив португальську мову (першим серед народів Нігерії), у 1518 році вів цією мовою діалог з місіонерами. Останні супроводжували великого обу проти міста-держави Іда. Після успіху Есігіе наказав синові прийняти католицтво та дозволив звестки церкву в столиці.
Заснував школу астрології — Івокі. 1526 року відправив перше посольство до Португалії, яке очолив Оген-Окун, верховний жрець. Помер Есіґіе 1547 або 1550 року. Йому спадкував син Оргоґбуа.